# Дормонт (Пенсилванија)
Дормонт (енгл. Dormont) град је у америчкој савезној држави Пенсилванија.

## Демографија
По попису из 2010. године број становника је 8.593, што је 712 (-7,7%) становника мање него 2000. године.
| Група             | 2000.         | 2010.         |
| Белци             | 8.870 (95,3%) | 7.946 (92,5%) |
| Афроамериканци    | 98 (1,1%)     | 181 (2,1%)    |
| Азијати           | 152 (1,6%)    | 132 (1,5%)    |
| Хиспаноамериканци | 99 (1,1%)     | 214 (2,5%)    |
| Укупно            | 9.305         | 8.593         |